# PLER KC
El PLER KC Budapest es un club de balonmano , situado en Budapest. Fundado en 1927 bajo el nombre de Elektromos SE, consiguió cuatro títulos de Liga húngara y Copa de Hungría entre 1969 y 1997.
En 2000, el club se fusionó con el Pestszentlőrinc SC y después con el Rév KC para convertirse en el PLER KC Budapest, acrónimo de Pestszentlőrinc-Elektromos-Rév Kézilabda Club Budapest.
En 2016, aunque el club había jugado en la Primera división durante décadas, descendió a la segunda división.

### Palmarés
Campeonatos nacionales
- Liga húngara (4) : 1969, 1970, 1971, 1991
- Copa Húngara (4) : 1976, 1980, 1981, 1997